# Masters de snooker 1976
Les Masters de snooker 1976 ont lieu au New London Theatre de Londres en Angleterre. C'est la seconde édition des Masters de snooker qui ont réuni dix des meilleurs joueurs au monde.

## Déroulement
Ray Reardon, finaliste l'année précédente, s'impose en finale 7 manches à 3 contre l'Anglais Graham Miles,.

## Dotation
La répartition des prix est la même que pour l'édition précédente :
- Vainqueur : 2 000 £
- Finaliste : 1 000 £
- Demi-finalistes : 500 £
- Quart de finalistes : 250 £
- 1er tour : 100 £
- Meilleur break : 92 £
- Dotation totale : 5 292 £

## Tableau final
|  | 1er tour Au meilleur des 7 manches | 1er tour Au meilleur des 7 manches | 1er tour Au meilleur des 7 manches |  |  | Quarts de finale Au meilleur des 7 manches | Quarts de finale Au meilleur des 7 manches | Quarts de finale Au meilleur des 7 manches |   |                | Demi-finales Au meilleur des 9 manches | Demi-finales Au meilleur des 9 manches | Demi-finales Au meilleur des 9 manches |  |  | Finale Au meilleur des 13 manches | Finale Au meilleur des 13 manches | Finale Au meilleur des 13 manches |
|  |                                    |                                    |                                    |  |  |                                            |                                            |                                            |   |                |                                        |                                        |                                        |  |  |                                   |                                   |                                   |
|  |                                    |                                    |                                    |  |  |                                            |                                            |                                            |   |                |                                        |                                        |                                        |  |  |                                   |                                   |                                   |
|  |                                    |                                    |                                    |  |  | John Spencer                               | John Spencer                               | 4                                          |   |                |                                        |                                        |                                        |  |  |                                   |                                   |                                   |
|  | Fred Davis                         | Fred Davis                         | 4                                  |  |  | Fred Davis                                 | Fred Davis                                 | 0                                          |   |                |                                        |                                        |                                        |  |  |                                   |                                   |                                   |
|  | Cliff Thorburn                     | Cliff Thorburn                     | 2                                  |  |  |                                            |                                            |                                            |   | John Spencer   | John Spencer                           | 4                                      |                                        |  |  |                                   |                                   |                                   |
|  |                                    |                                    |                                    |  |  |                                            | Graham Miles                               | Graham Miles                               | 5 |                |                                        |                                        |                                        |  |  |                                   |                                   |                                   |
|  |                                    |                                    |                                    |  |  | Alex Higgins                               | Alex Higgins                               | 1                                          |   |                |                                        |                                        |                                        |  |  |                                   |                                   |                                   |
|  |                                    |                                    |                                    |  |  | Graham Miles                               | Graham Miles                               | 4                                          |   |                |                                        |                                        |                                        |  |  |                                   |                                   |                                   |
|  |                                    |                                    |                                    |  |  |                                            |                                            |                                            |   |                | Graham Miles                           | Graham Miles                           | 3                                      |  |  |                                   |                                   |                                   |
|  |                                    |                                    |                                    |  |  |                                            | Ray Reardon                                | Ray Reardon                                | 7 |                |                                        |                                        |                                        |  |  |                                   |                                   |                                   |
|  |                                    |                                    |                                    |  |  | Rex Williams                               | Rex Williams                               | 1                                          |   |                |                                        |                                        |                                        |  |  |                                   |                                   |                                   |
|  |                                    |                                    |                                    |  |  | Eddie Charlton                             | Eddie Charlton                             | 4                                          |   |                |                                        |                                        |                                        |  |  |                                   |                                   |                                   |
|  |                                    |                                    |                                    |  |  |                                            |                                            |                                            |   | Eddie Charlton | Eddie Charlton                         | 4                                      |                                        |  |  |                                   |                                   |                                   |
|  |                                    |                                    |                                    |  |  |                                            | Ray Reardon                                | Ray Reardon                                | 5 |                |                                        |                                        |                                        |  |  |                                   |                                   |                                   |
|  |                                    |                                    |                                    |  |  | Ray Reardon                                | Ray Reardon                                | 4                                          |   |                |                                        |                                        |                                        |  |  |                                   |                                   |                                   |
|  | John Pulman                        | John Pulman                        | 4                                  |  |  | John Pulman                                | John Pulman                                | 1                                          |   |                |                                        |                                        |                                        |  |  |                                   |                                   |                                   |
|  | Dennis Taylor                      | Dennis Taylor                      | 2                                  |  |  |                                            |                                            |                                            |   |                |                                        |                                        |                                        |  |  |                                   |                                   |                                   |